# Leifsbudir
 (signalé en mai 2025).
Si vous disposez d'ouvrages ou d'articles de référence ou si vous connaissez des sites web de qualité traitant du thème abordé ici, merci de compléter l'article en donnant les références utiles à sa vérifiabilité et en les liant à la section « Notes et références ».
- Archive Wikiwix
- Bing
- Cairn
- DuckDuckGo
- E. Universalis
- Gallica
- Google
- G. Books
- G. News
- G. Scholar
- Persée
- Qwant
- (zh) Baidu
- (ru) Yandex
- (wd) trouver des œuvres sur Wikidata

Leifsbudir (ou Leifsbuðir en vieux norrois, en français : les maisons de Leif) pourrait être un des lieux de colonisation du navigateur viking Leif Eriksson en 1000 ou 1001 au Vinland.

## Présentation
D'après cette saga viking du Groenland, 160 Groenlandais, dont 16 femmes, se sont établis là-bas sous la direction du chef Thorfinn Karlsefni, le premier Européen à entrer en contact avec les tribus amérindiennes dénommées Skrælings par les Vikings. Le fils de Karlsefni, Snorri Thorfinnsson, serait le premier enfant d'origine européenne à être né en Amérique. La colonie viking de Leifsbudir ne subsista que quelques années en raison de l'hostilité des Amérindiens. Les colons vikings durent quitter les lieux et retourner au Groenland.

## Localisation
Pour certains historiens et chercheurs, le site de Leifsbudir pourrait être celui de l'Anse aux Meadows. Ce site, situé sur l'île de Terre-Neuve, est la seule colonie viking connue en Amérique du Nord (à l'exclusion du Groenland).
Au début des années 1960, le chercheur Johannes Kr. Tornöe suggéra que la baie de Waquoit, peu profonde, pourrait être le site de Leifsbudir, le site tant recherché de la colonie viking du Vinland d'après la Grœnlendinga saga. Cependant, il n’existe aucune preuve de cela.